# Receptor de bradicinina
La familia del receptor de bradicinina o bradiquinina es un grupo de receptores acoplados a proteína G cuyo principal ligando es la proteína bradicinina.
Hay dos receptores de bradicinina: El receptor B1 y el receptor B2.

## Receptor B1
El receptor B1 de bradicinina es un receptor acoplado a proteína G codificado en humanos por el gen BDKRB1. Su principal ligando es la bradicinina, un péptido de 9 aminoácidos generado en condiciones fisiopatológicas como la inflamación, traumas, quemaduras, shock y alergia. El receptor B1 es uno de los dos receptores acoplados a proteína G que se une y media respuestas a estas condisiones fisiopatológicas.
La proteína B1 es sintetizada de novo seguido al daño tisular y la unión al receptor conduce a un incremento de la concentración del calcio citosólico, que finalmente resulta en respuestas crónicas y agudas.

## Receptor B2
El receptor B2  es un receptor acoplado a proteínas G en la Subunidad Gq alfa, se puede acoplar a las subunidades Gq y Gi. Por una parte, Gq estimula la fosfolipasa C, aumentando el  calcio intracelular libre. Por otra parte, Gi inhibe a la adenilato ciclasa. Además, el receptor estimula la vía de la proteína quinasa activada por mitogeno (vía MAPK). Este receptor se expresa ubicua y constitutivamente en tejidos sanos.
El  receptor B2 forma un complejo con la enzima convertidora de angiotensina (ECA), y por esto juega un rol en el diálogo (o cross-talk) entre el sistema renina-angiotensina y el sistema cinina-calicreína.
El heptapéptido de angiotensina (1-7) también potencia la acción de bradicinina sobre los receptores B2.
El fármaco Icatibant es un antagonista del receptor B2 de segunda generación, se ha empleado en ensayos clínicos límitados en dolor e inflamación. FR 173657 es otro antagonista del receptor B2 activo vía oral y se ha utilizado en pruebas como un fármaco analgésico y antiinflamatorio.
La Calidina es idéntica a la bradicinina pero con una residuo lisina adicional, unido al extremo N-terminal, también señaliza a través del receptor B2.